# Mortadelo Gigante
Mortadelo Gigante fue un tebeo editado por Bruguera entre 1974 y 1978, con 18 números publicados. Fueron sus directores Vicente Palomares Melo y luego Jorge Bayona Url.

## Características
Con un volumen de páginas mayor que el resto de revistas de la editorial (148), contenía historias de diversas series cómicas de la casa, generalmente ya publicadas con anterioridad:
| Años  | Números | Título                                                 | Autoría                        | Procedencia |
| ----- | ------- | ------------------------------------------------------ | ------------------------------ | ----------- |
| 1974  | 1       | Don Próspero                                           |                                |             |
| 1974- | 1, 7    | Mortadelo y Filemón                                    | Francisco Ibáñez               |             |
| 1974- | 1, 7    | Sir Tim O'Theo                                         | Raf y equipo                   |             |
| 1974  | 1       | Agamenón                                               | Nené Estivill                  |             |
| 1974  | 1       | Doña Lío                                               | Raf                            |             |
| 1974  | 1       | Los cuentos de tío Vázquez                             | Vázquez                        |             |
| 1974  | 1       | Doña Urrca                                             | Martz Schmidt                  |             |
| 1974  | 1       | Don Pelmazo                                            | Raf                            |             |
| 1974  | 1       | Publicidad O. K.                                       | Colomer                        |             |
| 1974  | 1       | Plácido Guerra                                         | Carbó                          |             |
| 1974  | 1       | Mari-Pili y Leopoldino, un matrimonio muy fino         | Iñigo                          |             |
| 1974  | 1       | Barón, el gato pardo, y el mayordomo Abelardo (Mowser) | Reg Parlett                    | I. P. C.    |
| 1974  | 1       | La abuelita Paz                                        | Vázquez                        |             |
| 1974- | 1, 7    | Rigoberto Picaporte, solterón de mucho porte           | Segura                         |             |
| 1974- | 1, 7    | Anacleto, agente secreto                               | Vázquez                        |             |
| 1974  | 1       | Don Amnesio                                            |                                |             |
| 1974- | 1, 7    | El profesor Tragacanto y su clase, que es de espanto   | Martz Schmidt                  |             |
| 1974- | 1,      | Aspirino y Colodión                                    | Alfons Figueras                |             |
| 1974- | 1,      | Manolón, conductor de camión                           | Raf                            |             |
| 1974- | 1,      | Pepe, el "hincha"                                      | José Peñarroya                 |             |
| 1974- | 1, 7    | Angustio Vidal                                         | Rojas de la Cámara             |             |
| 1974- | 1,      | Olegario                                               | Raf                            |             |
| 1974- | 1, 7    | Los señores de Alcorcón y el holgazán de Pepón         | Segura                         |             |
| 1974  | 1,      | Don Pío                                                | José Peñarroya                 |             |
| 1974  | 1, 7    | Las hermanas Gilda                                     | Vázquez                        |             |
| 1974  | 1,      | Pepe Gotera y Otilio                                   | Francisco Ibáñez               |             |
| 1974  | 1,      | Segis y Olivio, traperos de alivio                     | Jaume Rovira                   |             |
| 1974  | 1, 7    | Cebolleta                                              | Vázquez                        | Reedición   |
| 1974  | 1,      | Rompetechos                                            | Francisco Ibáñez               |             |
| 1974- | 1, 7    | Zipi y Zape                                            | Escobar                        |             |
| 1974  | 1, 7    | El botones Sacarino                                    |                                |             |
|       | 7       | El doctor Cataplasma                                   | Schmidt                        |             |
|       | 7       | Facundo                                                | Gosset                         |             |
|       | 7       | Los casos del inspector O'Jal                          | Vázquez                        |             |
|       | 7       | El sheriff Chiquito, que es todo un gallito            | Martz Schmidt                  | Reedición   |
|       | 7       | Carpeto Veto                                           | Gosset                         |             |
|       | 7       | Maratón                                                | Adolfo García                  |             |
|       | 7       | Topolino                                               | Alfons Figueras                |             |
|       | 7       | Sherlock López                                         | Gabi                           |             |
|       | 7       | Poncio Soponcio                                        |                                |             |
|       | 7       | Don Filón                                              | Gosset                         |             |
|       | 7       | Apolino Tarúguez y su secretario                       | Conti                          |             |
|       | 7       | Domingón                                               | Gosset                         |             |
|       | 7       | Carioco                                                | Conti                          |             |
|       | 7       | Don Percebe y Basilio, cobradores a domicilio          | Montse VivesRojas de la Cámara |             |
|       | 7       | Tontáinez                                              | State Keto                     |             |
|       | 7       | Rufufú                                                 | Vázquez                        |             |
|       | 7       | La familia Churumbel                                   | Vázquez                        |             |
|       | 7       | Anatolio catador                                       | Mart-Os                        |             |

Su característica más distintiva era la presencia de historietas largas completas en cada número:
| Años       | Números | Título                             | Guion                         | Dibujo         | Páginas             | Procedencia |
| ---------- | ------- | ---------------------------------- | ----------------------------- | -------------- | ------------------- | ----------- |
| 1974       | 1       | A las puertas de Múnich            | Raymond Reding                | Raymond Reding | 44 (52 a 96)        | Zack        |
|            | 7       | Fénix                              | Víctor Alcázar, Andrés Martín | Juan Escandell | 28 (36-50 y 99-113) |             |
|            | 8       | Dulce frenesí. Operación "Hot Dog" | Andrés Martín                 | Jesús Blasco   | 29 (52 a 81)        |             |
| 30/09/1976 | 12      | Bernard Prince: La ley del huracán | Greg                          | Hermann        | 44                  | Tintín      |